# De Tong (kunstwerk)
De Tong (voorheen genaamd: De Tong van Lucifer) is een beeld in de vorm van een reusachtige ovaal. Het beeld van kunstenaar Ruud van de Wint stond tot 2024 langs de A6, op de Knardijk, in de Nederlandse provincie Flevoland en werd in september 1993 onthuld. Het beeld is negen meter hoog, vier meter breed en anderhalve meter dik.

## Benaming
Volgens de maker kon het beeld symbool staan voor Lucifer, de gevallen engel die spottend zijn tong uitsteekt naar God. Er werd echter betoogd dat dit weinig met het beeld te maken heeft en mogelijk enkel een loze provocatie is. Niettemin rezen er bezwaren bij politiek en burgers en de SGP betitelde het als de tong van de duivel. In 2021 veranderde Provinciale Staten de naam in De Tong.

## Politiek
In de Provinciale Staten werden in april 2020 twee voorstellen gedaan in verband met de kosten van onderhoud en herstel. Volgens SGP, ChristenUnie, Forum voor Democratie en PVV zou het op een plaats moeten komen met minder last van het weer en goedkopere beveiligingsmogelijkheden. Het beeld was in februari beschadigd door storm en zou sinds de onthulling driehonderdduizend euro gekost hebben aan onderhoud, restauratie en beveiliging, hoewel het volgens de kunstenaar geen onderhoud nodig had. Deze motie, nummer 6, werd nipt verworpen. Motie nummer 7 van CDA en GroenLinks bekritiseerde de vorige motie, gaf aan dat de ondertekenaars van motie 6 aanstoot namen aan de naam van het beeld en verzocht om duidelijkheid over de kosten van restauratie en plaatsing. Ook moesten bestaande afspraken rond het kunstwerk en informatie erover vastgelegd worden. Motie 7 werd aangenomen.

## Beschadiging en vernieling
Het beeld is meerdere keren het object van vernieling geweest. In oktober 2006 werd ontdekt dat onbekenden, mogelijk koperdieven, het koperdraad in het object hadden losgeknipt en meegenomen. In 2007 werd besloten het beeld te laten herstellen en te herplaatsen; er staat sindsdien een bewakingscamera naast. ChristenUnie en SGP in de Provinciale Staten van Flevoland verzetten zich ertegen, vanwege de symboliek van het kunstwerk. Bij de herstelwerkzaamheden in een werkplaats in Amsterdam, die langer duurden dan men had verwacht, kwam begin 2009 een man om het leven.
In de eerste maanden van 2020 werd het kunstwerk beschadigd door stormen, waardoor het beeld scheef is komen te staan. Op 28 februari werd het kunstwerk door de Noord-Amsterdamse Machinefabriek van zijn plek gehaald om gerepareerd te worden. Een aantal Flevolanders startte daarom een petitie om de Tong uit godsdienstige, economische en praktische overwegingen niet te repareren en dus ook niet terug te plaatsen op de Knardijk. Besloten werd dat het na restauratie terug zou keren naar zijn oorspronkelijke plek langs de A6 bij Lelystad.
In oktober 2024 werd het beeld opnieuw ernstig beschadigd door koperdieven. De onderhelft van het beeld werd ontdaan van het koper. In december 2024 werd het kunstwerk weggehaald. Het kunstwerk werd voorlopig opgeslagen, of het ooit teruggeplaatst zal worden is onduidelijk.